# Strofa saficka
Strofa saficka (łac. stropha Sapphica) - typ strofy składającej się z trzech wersów jedenastozgłoskowych i czwartego pięciozgłoskowego. Ten układ strofy wiersza charakterystyczny był dla greckiej poetki Safony, w której wierszach po raz pierwszy pojawił się ten rodzaj strofy. Najstarszym świadectwem użycia tej formy jest Hymn do Afrodyty.
W antyku wyróżniano:
- strofę saficką mniejszą[1][2] (łac. stropha Sapphica minor) - 3 wersy jedenastosylabowe i 1 wers pięciosylabowy (poniżej ukł. rytmiczno-sylabowy):

//
//
//
/
- strofę saficką większą (łac. stropha Sapphica maior) – pierwszy i trzeci wers siedmiosylabowy, drugi i czwarty piętnastosylabowy (poniżej ukł. rytmiczno-sylabowy)[3]:

/
///
/
///
Strofę saficką w poezji łacińskiej stosował na przykład Horacy:
Iam satis terris nivis atque dirae
grandinis misit pater et rubente
dextera sacras iaculatus arcis
terruit urbem,
(Pieśni, Księga I, Pieśń II)
Zwrotkę tę wykorzystywali również poeci polskołacińscy, między innymi Jan Dantyszek.
W poezji polskiej strofa saficka pojawiała się w XVI wieku jako układ trzech wersów jedenastosylabowych i jednego (ostatniego w strofie) pięciosylabowego. Szybko się stała jedną z najpopularniejszych form.
Kto mi dał skrzydła, kto mię odział pióry
I tak wysoko postawił, że z góry
Wszystek świat widzę, a sam, jako trzeba,
Tykam się nieba?
(Jan Kochanowski, Pieśń X).
Oprócz Jana Kochanowskiego stosowali ją między innymi Mikołaj Sęp-Szarzyński (Pieśń III. O wielmożności bożej), Sebastian Grabowiecki i Maria Konopnicka (Wolny najmita). Najbardziej spektakularnym i jedynym właściwie w pełni epickim użyciem zwrotki safickiej w poezji polskiej pozostaje od czterystu lat Flis Sebastiana Fabiana Klonowica. W Czechach strofę saficką wykorzystywał Jaroslav Vrchlický:
Z hlubin města spícího v mlze, v stínech
mocným hlasem přes vodu černošatou
sněhem kryté nad stráně v dál se nesou
vánoční zvony.
(Štědrovečerní zvony, Wikizdroje)
W literaturze rumuńskiej strofę saficką w utworze opatrzonym podtytułem "w metrum antycznym" zastosował Mihai Eminescu.